# Cees Schrama
Cornelius Martin (Cees) Schrama (Den Haag, 18 december 1936 – Baarn, 22 mei 2019) was een (jazz)muzikant en producer. Ook was hij jarenlang presentator van het jazz radioprogramma Sesjun voor de TROS op Hilversum 3 en Radio 3.

## Biografie
Schrama stamde uit een muzikale familie: zijn vader speelde saxofoon, zijn moeder was pianiste. Hijzelf begon met spelen op een accordeon en later de gitaar, waarna vooral de piano en het orgel zijn instrumenten werden. Na de HBS begon hij al gauw op te treden als pianist, zoals in 1957 met het Ted Easton Combo onder leiding van Theo van Est voor Amerikaanse militairen in Europa.
Van 1966 tot 1970 speelde hij mee op platen van Golden Earring (toen nog The Golden Earrings) en in 1970 bracht hij onder de naam Casey and the Pressure Group het album Powerhouse uit. Uit die tijd dateert tevens zijn uitvoering van jazzstandard Comin' home baby, samen met leden van Golden Earring. Het nummer Soultango werd een bescheiden hit. In 1972 trad hij in dienst van platenmaatschappij Polydor en het jaar erop werd hij presentator van het TROS Hilversum 3 en later Radio 3 programma Sesjun. Daarnaast speelde hij op talrijke platen mee als studiomuzikant en produceerde hij nog grammofoonplaten.
Vanaf begin jaren negentig ging Schrama minder produceren en was hij ook steeds minder in de studio te vinden. In 1993, 1994 en 1995 produceerde hij nog platen van het Rosenberg Trio. In 2009 werd de Paul Acket Award aan hem toegekend.
De laatste jaren presenteerde Schrama het programma Jazz rond Zes op Baarn FM, de lokale omroep van Baarn.
Schrama leed 70 jaar aan diabetes. Hij overleed in 2019 op 82-jarige leeftijd.

## It don't mean a thing
In het boek It don't mean a thing: Leven met jazz (mei 2007) verzamelde Schrama herinneringen en anekdotes, opgetekend door Lodewijk Bouwens. Van dit boek verscheen begin 2013 ook een digitale versie, aangevuld met foto- en videomateriaal en een extra verhaal, over zijn afscheid als presentator van het North Sea Jazz Festival.